# Steffen Dölger
Steffen Dölger (* 31. Mai 1974) ist ein ehemaliger deutscher Footballspieler.

## Laufbahn
Dölger kam im Vorfeld der Saison 1995 von den Wolfsburg Blue Wings zu den Braunschweig Lions. Für Braunschweig stand der 1,82 Meter messende Kicker und Punter zunächst bis 2000 auf dem Rasen und trug zu den deutschen Meistertiteln 1997, 1998 und 1999 sowie zum Eurobowl-Sieg 1999 bei. Zusätzlich stand er 1996 im Aufgebot der Hochschulmannschaft der University of Kansas. Die Hoffnung auf einen Vertrag bei der Mannschaft Rhein Fire in der World League of American Football zerschlug sich für Dölger, als die Düsseldorfer lieber den ehemaligen Fußballer Manfred Burgsmüller für die Kicker-Position anheuerten.
Ab 2005 gehörte Dölger wieder der Braunschweiger Mannschaft an und blieb bis 2008 dabei. Er gewann mit den Niedersachsen in dieser Zeit erneut Titel: Deutscher Meister 2005, 2006, 2007 und 2008. 2008 wurde er als Sportler des Jahres der Stadt Braunschweig ausgezeichnet. Er stellte mehrere Mannschaftsbestmarken auf, so war Dölger bei seinem Abschied von den Braunschweig Lions unter anderem der Spieler, der in der Vereinsgeschichte die meisten Field Goals erzielt und die meisten Extrapunkte verbucht hatte. 2014 wurde er in die Ruhmeshalle des Vereins aufgenommen.
Im Hemd der deutschen Nationalmannschaft spielte Dölger bei der Weltmeisterschaft 2007, dort erreichte er mit der Auswahl den dritten Platz.